# Juan Alberto González González
Juan Alberto González González (19 de junio de 2004, Chile) es un futbolista chileno que juega como delantero. Actualmente juega en Deportes Puerto Montt de la Segunda División Profesional de Chile.

## Trayectoria
En 2023, sonó en Colo-Colo. En esa misma temporada descendió con Puerto Montt a la Segunda División Profesional de Chile. Anotó su primer gol como profesional ante Provincial Ovalle, en el encuentro que terminó 1-0. Anotó otro gol ante Fernández Vial, otra vez en el triunfo por la cuenta mínima de su club.

## Estadísticas
| Club                          | Div.       | Temporada  | Liga  | Liga  | Copas nacionales | Copas nacionales | Torneos internacionales | Torneos internacionales | Total | Total |
| Club                          | Div.       | Temporada  | Part. | Goles | Part.            | Goles            | Part.                   | Goles                   | Part. | Goles |
| ----------------------------- | ---------- | ---------- | ----- | ----- | ---------------- | ---------------- | ----------------------- | ----------------------- | ----- | ----- |
| Deportes Puerto Montt · Chile | 2.ª        | 2023       | 1     | 0     | 2                | 0                | —                       | —                       | 3     | 0     |
| Deportes Puerto Montt · Chile | 3.ª        | 2024       | 21    | 2     | 1                | 0                | —                       | —                       | 22    | 2     |
| Deportes Puerto Montt · Chile | Total club | Total club | 22    | 2     | 3                | 0                | 0                       | 0                       | 25    | 2     |
| Total club                    | Total club | Total club | 22    | 2     | 3                | 0                | 0                       | 0                       | 25    | 2     |
| 1. 2.                         |            |            |       |       |                  |                  |                         |                         |       |       |